# Фастаргонадон
Фастаргонадон (осет. Фæсдаргъоми дон) — река в России, протекает в Лескенском районе Кабардино-Балкарской республики и Ирафском районе республики Северная Осетия. Длина реки составляет 10 км. Площадь водосборного бассейна — 19,6 км².
Начинается на северной окраине села Ташлы-Тала, течёт в общем северном направлении по окраине букового леса. Впадает в Лескен в 47 км по его правому берегу у села Верхний Лескен.
Основной приток — река Вторая Фастаргонадон — впадает слева.

## Данные водного реестра
По данным государственного водного реестра России относится к Западно-Каспийскому бассейновому округу, водохозяйственный участок реки — Терек от впадения реки Урух до впадения реки Малка. Речной бассейн реки — Реки бассейна Каспийского моря междуречья Терека и Волги.
Код объекта в государственном водном реестре — 07020000412108200003952.